# Campo de batalla (película)
Campo de batalla (en italiano: Campo di battaglia) es una película de drama bélico italiana de 2024 dirigida por Gianni Amelio, escrita por Amelio y Alberto Taraglio, y protagonizada por Alessandro Borghi como un médico de la Primera Guerra Mundial en el norte de Italia.
La película se estrenó en el 81º Festival Internacional de Cine de Venecia, donde compitió por el León de Oro, y fue estrenada en Italia por 01 Distribution el 5 de septiembre de 2024.

## Reparto
- Alejandro Borghi
- Gabriel Montesi
- Federica Rosellini
- Giovanni Scotti
- Vince Vivenzio
- Alberto Cracco
- Luca Lazzareschi
- María Grazia Plos
- Rita Bosello

## Lanzamiento
En julio de 2024, Campo de batalla fue anunciado como una de las principales propuestas de la competencia en el Festival Internacional de Cine de Venecia de ese año.

## Recepción

### Respuesta crítica
En Rotten Tomatoes, la película tiene una calificación del 80%, basada en siete críticos. The Guardian le dio a la película una calificación de 3 sobre 4 estrellas.

### Premios y nominaciones
| Premio                                                  | Año  | Categoría      | Trabajo nominado | Resultado | Ref |
| ------------------------------------------------------- | ---- | -------------- | ---------------- | --------- | --- |
| León de Oro (Festival Internacional de Cine de Venecia) | 2024 | Mejor película | Campo de batalla | Nominado  |     |